# Rákfalu
Rákfalu (1899-ig Rakovicz, szlovákul Rakovice) község Szlovákiában, a Nagyszombati kerületben, a Pöstyéni járásban.

## Fekvése
Pöstyéntől 9 km-re, délnyugatra található.

## Története
A település 1262-ben IV. Béla oklevelében szerepel először írott forrásban „Villa Rakovych" néven. Ebben a király a – korábban a nyitrai várispánsághoz tartozó – Lancsár (villa Kuerencher), Köcsényi-patak (fluvium Kochyn) és Rákfalu (villa Rakovych) közötti területet Zochud comesnek és testvérének, Serafinnak adja. A 13. század végén Csák Máté birtoka, a csejtei váruradalom része, majd ennek halála után a királyé lett. Ebben az időszakban nincs a faluról említés. 1452-ben a nyitrai ispánság adóösszeírásában „Rakowicz" néven szerepel. Ezután a Bánfy család birtoka, majd 1569-től több nemesi családé volt. 1533-ban Rákfalut „Rakovitz" néven nemesi községként említik. 1549-ben 8 portáig adózott.
A 16. században a meginduló török betörések következtében a falu lakossága csökkent. Teret hódított a reformáció is. 1576-ban Rákfalut 6 jobbágy, 6 zsellér és 3 vagyontalan család lakta. 1610-ben másfél jobbágy és egy zsellérportája volt. 1623-tól a morva Horecky család szerzett birtokot a faluban. 1660-ban Nádasdy Ferenc volt a tulajdonosa, később a Nádasdy és Batthyány család osztozott rajta. A 18. század első felében a Révay családé. 1715-ben 25 jobbágy és 12 zsellérportája volt. 1787-ben 57 házában 337 lakos élt.
A 18. század végén Vályi András így ír róla: „RAKOVICZ. Tót falu Nyitra Vármegyében, földes Urai G. Révay, és több Uraságok, lakosai katolikusok leginkább, fekszik Veszeléhez nem meszsze, mellynek filiája, Pöstyénhez egy mértföldnyire, határja ollyan, mint Veszeléjé, második osztálybéli."
Fényes Elek geográfiai szótárában eképpen ír a községről: „Rakovicz, tót falu, Nyitra vármegyében, a vágh-ujhelyi országútban. Táplál 350 kath., lak. F. u. gr. Erdődy Józsefné. Ut. p. Galgócz."
1828-ban 53 háza és 366 lakosa volt. A Mednyánszky család a 19. század elején szerzett birtokot a községben és a korábbi reneszánsz kastély helyén új kastélyt építtetett, mely a mai napig is áll.
Borovszky monográfiasorozatának Nyitra vármegyét tárgyaló része szerint: „Rakovicz, Boritól délre, a Dudvág jobb partján, a Holeska-patak mellett. Tót község, 436 r. kath. vallású lakossal. Postája helyben van, táviró- és vasúti állomása Pöstyén. 1262-ben a nyitrai, azután a csejtei vár uradalmához tartozott; a XIII. század végén a templáriusok bírták, azután a Szt.-Jánosrendi lovagok örökölték. Később királyi birtok lett és mint ilyen Stibor vajda tulajdonába került. 1437-ben a Bánffyak lettek az urai, később a Révayak és végre a Mednyánszkyak. A községben van Kornfeld Zsigmondnak csinos, elegánsan berendezett kastélya, mely körül igen szép angol park terül el. A kastély nagyon régi eredetű építmény és alapja még a templáriusok idejéből való. Az 1675-ből fenmaradt összeirás szerint, akkoriban már mint "régi kastély" szerepelt; 1856-ban azonban báró Mednyánszky Dénes, az akkori tulajdonos, átépíttette. A parkbejárat szomszédságában vannak a mostani tulajdonos uradalmához tartozó szép és mintaszerü gazdasági épületek."
A trianoni békeszerződésig Nyitra vármegye Pöstyéni járásához tartozott.

## Népessége
| Év:            | 1994. | 2004.   | 2014.    | 2024.    |
| -------------- | ----- | ------- | -------- | -------- |
| Emberek száma: | 475   | 509     | 570      | 641      |
| Eltérés:       |       | +7,15 % | +11,98 % | +12,45 % |

| Év:            | 2023. | 2024.   |
| -------------- | ----- | ------- |
| Emberek száma: | 631   | 641     |
| Eltérés:       |       | +1,58 % |

1910-ben 572, túlnyomórészt szlovák lakosa volt.
2001-ben 482 lakosából 473 szlovák volt.
2011-ben 551 lakosából 520 szlovák.

## Nevezetességei
- A Mednyánszky-kastély a falu északi részén fekszik, hat és fél hektáros kiterjedt angolpark övezi. A korábbi reneszánsz kastély a korabeli források szerint 1675 körül épült. A mai kastély 1821 és 1822 között készült. 1856 és 1858 között Mednyánszky Dénes klasszicista stílusban építtette át. 1954-ben egy tűzvész után rekonstruálták.
- A falu haranglába a 18. század végén épült.
- Szent Flórián szobra 1765-ben készült.
- Nepomuki Szent János szobra a 19. század első felében készült.
- Szent Cirill és Metód szobra 1924-ben készült.

## Külső hivatkozások
- Hivatalos oldal
- Községinfó
- Rákfalu Szlovákia térképén